# Euphyia sinuataria
Euphyia sinuataria là một loài bướm đêm trong họ Geometridae.